# Liste der Naturdenkmale in Wienhausen
Die Liste der Naturdenkmale in Wienhausen nennt die Naturdenkmale in Wienhausen im Landkreis Celle in Niedersachsen.

## Naturdenkmale
| Bild                          | Bezeichnung                  | Ort, Lage                                                                  | Beschreibung | Schutzzweck | Nummer      |
| ----------------------------- | ---------------------------- | -------------------------------------------------------------------------- | ------------ | ----------- | ----------- |
| BW                            | Eiche                        | Wienhausen Am Klosterpark (52° 34′ 47″ N, 10° 10′ 52,4″ O)                 |              |             | ND CE 00038 |
| mehr Fotos \| Fotos hochladen | 5 Eichen                     | Wienhausen (52° 34′ 54,5″ N, 10° 10′ 54,6″ O)                              |              |             | ND CE 00041 |
| BW                            | 8 Eichen                     | Wienhausen (52° 34′ 53,2″ N, 10° 10′ 47,2″ O)                              |              |             | ND CE 00042 |
| BW                            | Eiche                        | Bockelskamp Im Winkel (52° 34′ 43″ N, 10° 8′ 47,8″ O)                      |              |             | ND CE 00098 |
| BW                            | Eiche                        | Wienhausen am Nordufer der Aller (52° 35′ 3,9″ N, 10° 10′ 54,6″ O)         |              |             | ND CE 00109 |
| BW                            | Eiche                        | Oppershausen Im Hagen (52° 35′ 15,5″ N, 10° 12′ 13,6″ O)                   |              |             | ND CE 00111 |
| BW                            | Eiche                        | südlich von Flackenhorst, am Horstgraben (52° 33′ 58,6″ N, 10° 7′ 46,6″ O) |              |             | ND CE 00112 |
| BW                            | Eiche                        | Wienhausen Am Maschsee (52° 34′ 48,3″ N, 10° 11′ 37,6″ O)                  |              |             | ND CE 00131 |
| BW                            | 2 Eichen                     | Flackenhorst, Vor den Eichhöfen (52° 34′ 17,8″ N, 10° 8′ 3,8″ O)           |              |             | ND CE 00132 |
| BW                            | Eichenallee                  | Wienhausen Lageweg (52° 34′ 28,9″ N, 10° 12′ 1,8″ O)                       |              |             | ND CE 00133 |
| BW                            | Flatterulme                  | Offensen südlich von Offensen (52° 34′ 4,1″ N, 10° 13′ 58,3″ O)            |              |             | ND CE 00134 |
| BW                            | Eiche                        | Wienhausen nordwestlich des Klosters (52° 34′ 55,2″ N, 10° 11′ 2,4″ O)     |              |             | ND CE 00141 |
| BW                            | Talsanddünen mit Baumbestand | Wienhausen am Nordufer der Aller (52° 35′ 4,2″ N, 10° 10′ 36,8″ O)         |              |             | ND CE 00145 |